# Gāgal
Gāgal (persiska: گاگَل, كاكِل, گاگِل, كاگِل, گاگل) är en ort i Iran.   Den ligger i provinsen Kurdistan, i den nordvästra delen av landet, 500 km väster om huvudstaden Teheran. Gāgal ligger 1 423 meter över havet och antalet invånare är 421.
Terrängen runt Gāgal är huvudsakligen kuperad, men norrut är den bergig.Runt Gāgal är det ganska tätbefolkat, med 60 invånare per kvadratkilometer. Närmaste större samhälle är Marivan, 12,3 km söder om Gāgal. Trakten runt Gāgal består i huvudsak av gräsmarker.